# تپه سی کرگان
تپه سی کرگان مربوط به دوران پیش از تاریخ ایران باستان است و در شهرستان کامیاران، روستای کرگان واقع شده و این اثر در تاریخ ۱۰ مهر ۱۳۸۰ با شمارهٔ ثبت ۴۰۰۵ به‌عنوان یکی از آثار ملی ایران به ثبت رسیده است.